# Мохамед Мунир
Мохаммед аль-Мунир Абдуссалам (араб. محمد المنير‎; род. 8 апреля 1992, Триполи) — ливийский футболист, защитник клуба «Аль-Ахли» (Триполи) и сборной Ливии.

## Клубная карьера

### «Ягодина»
Летом 2011 года перешёл из ливийского «Аль-Иттихада» в клуб сербской Суперлиги «Ягодина». Дебютировал за «Ягодину» 26 октября 2011 года, выйдя в стартовом составе матча 1/8 финала Кубка Сербии против «Явора» (поражение «Ягодины» в серии пенальти). Дебют в Суперлиге состоялся 17 марта 2012 года, в матче 19 тура против действующего чемпиона «Партизана».
21 апреля 2012 года поразил местные СМИ и особенно болельщиков клуба, когда отыграл 35 минут матча 23-го тура Суперлиги против «Борчи» с переломом ноги. Мунир получил перелом на 10-й минуте, однако продолжил играть, и только в перерыве матча сообщил о травме и был заменен. Этот был только второй матч в лиге, когда он вышел в стартовом составе, поэтому не хотел потерять шанс показать свои навыки, и, несмотря на боль, он сделал все возможное, чтобы играть дальше. Несмотря на сомнительное отношение с точки зрения здоровья, национальная пресса и сторонники «Ягодины» не могли не одобрить огромной самоотверженности защитника.
В начале октября 2012 года, перед отъездом в сборную, продлил свой контракт с «Ягодиной» до 2015 года. 8 мая 2013 года он сыграл ключевую роль в победе 1:0 над «Войводиной» в финале Кубка Сербии 2012/13.
В начале сезона 2013/14, Эль-Мунир играл против «Рубина» в Лиге Европы. 4 ноября 2013 года стало известно об интересе к Муниру со стороны «Осасуны», однако во время зимнего перерыва 2013/14 он покинул Сербию и вернулся в свой бывший клуб «Аль-Иттихада». 28 августа 2014 года он снова подписал контракт с «Ягодиной», однако на поле так и не появился.

### «Динамо» (Минск)
30 апреля 2015 года в качестве свободного агента подписал контракт с минским «Динамо» до конца 2016 года. Сыграл 5 матчей на групповом этапе Лиги Европы (2015/16), в гостевом матче забил мяч в ворота австрийского «Рапида» (1:2).
В сезоне 2016 стал чаще появляться на поле, используясь как полузащитник. По окончании сезона в декабре покинул «Динамо».

### «Партизан»
В январе 2017 года присоединился к белградскому «Партизану». Однако, сыграл за команду только в пяти матчах сербской Суперлиги.

### MLS
27 декабря 2017 года стал игроком клуба MLS «Орландо Сити». Дебютировал за «Орландо Сити» 3 марта 2018 года в матче стартового тура сезона против «Ди Си Юнайтед», став первым ливийцем, сыгравшим в MLS.
11 декабря 2018 года был обменян в ФК «Лос-Анджелес» на Жуана Моутиньо. За «Лос-Анджелес» дебютировал 6 апреля 2019 года в матче против «Ди Си Юнайтед». 3 июля 2019 года в матче против «Спортинга Канзас-Сити» забил свой первый гол в MLS. По окончании сезона 2020 покинул «Лос-Анджелес» в связи с истечением срока контракта.

### «Аль-Иттихад» (Триполи)
6 апреля 2021 года в третий раз вернулся в столичный «Аль-Иттихад».

## Международная карьера
Был включен в состав сборной Ливии на Кубок африканских наций 2012 в Габоне и Экваториальной Гвинее, но все матчи провёл как запасной игрок. Маркосом Пакетой был включен в список игроков на матчи квалификации на ЧМ 2014 против Того и Камеруна. В итоге дебют за сборную состоялся 14 октября 2012 года в матче против Алжира (0ː2).

## Достижения

### «Ягодина»
- Обладатель Кубка Сербииː 2012/13

### «Динамо»
- Серебряный призёр чемпионата Беларуси: 2015

### «Партизан»
- Чемпион Сербииː 2016/17
- Обладатель Кубка Сербииː 2016/17

### «Лос-Анджелес»
- Победитель регулярного чемпионата MLS: 2019

### «Аль-Иттихад»
- Чемпион Ливииː 2020/21